# Jauhiainen
Jauhiainen är en vik i Finland. Den ligger i Lieksa i landskapet Norra Karelen, i den östra delen av landet, 400 km nordost om huvudstaden Helsingfors.